# Das Leben ist Lüge
Das Leben ist Lüge (Originaltitel Lonelyhearts) ist ein US-amerikanisches Filmdrama aus dem Jahr 1958. Drehbuchautor und Produzent war Dore Schary, Regie führte Vincent A. Donahue. Es ist die Literaturverfilmung des 1933 erschienenen Romans Miss Lonelyhearts von Nathanael West und einem darauf basierenden Bühnenstück von Howard Teichmann. Die Hauptrolle eines jungen Kolumnisten, der im zynischen New Yorker Zeitungsmilieu unterzugehen droht, übernahm Montgomery Clift.

## Handlung
Adam White, ein junger, idealistischer Journalist, wird bei der New Yorker Zeitung „Chronicle“ angestellt. Der zynische Chefredakteur Shrike will Adam von der Schlechtigkeit der Welt und des Menschen überzeugen, indem er ihn die Kolumne „Miss Einsames Herz“ (engl. Original: Miss Lonelyhearts) bearbeiten lässt. Hier wenden sich hilfesuchende, einsame Menschen an die Zeitung. Adam berichtet seiner Freundin Justy von seinem neuen Job. Hingegen verheimlicht Adam ihr, dass sein Vater Lassiter wegen Mordes an Adams Mutter und ihrem Liebhaber 25 Jahre im Gefängnis sitzt.
Nach einigen Wochen läuft die Kolumne unter Adams Federführung recht gut, doch er möchte gerne andere Aufgaben übernehmen. Während die meisten der anderen Zeitungsleute eine zynische Weltsicht hegen, gehen Adam die Probleme der schreibenden Zeitungsleser ans Herz und haben ihn in eine Lebenskrise gestürzt. Shrike lehnt einen Wechsel der Kolumne ab, auch aus persönlichen Gründen: er ist verbittert, da seine von ihm wenig beachtete Frau Florence ihn betrogen hat, und stört sich an Adams Idealismus. Er hofft, dass der junge Redakteur mit der Zeit seine zynische Weltsicht annimmt.
Shrike macht Adam den Vorschlag, einige der Leser persönlich zu kontaktieren. Adam wählt per Zufallsprinzip einen Brief von Fay Doyle aus und trifft sich mit ihr. Mrs. Doyle erzählt, wie ihr Mann Pat verkrüppelt und impotent aus dem Krieg nach Hause kam. Es kommt zu einem kurzen sexuellen Erlebnis zwischen den beiden, insbesondere von der manipulativen Mrs. Doyle angestiftet. Als er es ablehnt, sie ein zweites Mal zu treffen, reagiert Mrs. Doyle wütend. Adam beichtet Justy seinen Ausrutscher und gesteht ihr auch seine eigene Lebenslüge, dass sein Vater wegen Mordes im Gefängnis sitzt.
Adam beschließt schließlich, für das Glück von ihm und seiner Beziehung, den Chronicle zu verlassen. Justys Vater bietet dem Paar eine Treuhandstiftung an, um ihr neues Leben zu beginnen. An Adams letztem Tag bei der Zeitung erscheint auf einmal der von seiner untreuen Ehefrau aufgestachelte Mr. Doyle. Er bedroht Adam mit einer Waffe, doch durch gutes Zureden kann Adam ihn davon abhalten, sie zu benutzen. Nachdem Mr. Doyle gegangen ist, beschließt Shrike, seiner vernachlässigten Frau Blumen zu schenken.

## Hintergrund
Das Leben ist Lüge war der erste Film von Dore Schary als unabhängiger Produzent, nachdem er zuvor von 1951 bis 1956 als Produktionschef das Filmstudio Metro-Goldwyn-Mayer geleitet hatte. Für den Regisseur Vincent J. Donehue (1915–1966), der zuvor bei einigen renommierten Theater- und Fernsehproduktionen die Regie geführt hatte, war es sein erster Kinofilm. Danach drehte Donehue zu seinem frühen Tod nur noch einen weiteren Kinofilm, Sunrise at Campobello von 1960.
Nathanael Wests 1933 erschienener Roman Miss Lonelyhearts ist ein bitterböser, schwarzhumoriger Blick auf die Moderne. Er war bereits im Jahr seines Erscheinens unter dem Titel Advice to the Lovelorn mit Lee Tracy als Hauptdarsteller verfilmt worden. Während der Film von 1933 eher komödiantische Akzente setzte und sich weit von der Vorlage entfernte, versteht sich diese Verfilmung eher als ernstes Drama. Dennoch weist auch diese, im Vergleich mehr werkgetreue Verfilmung einige wichtige Unterschiede zu Wests Romanvorlage auf. Insbesondere ist zu nennen, dass Adam am Schluss nicht (wie im Roman) durch Mr. Doyle erschossen wird. Wests Roman war lange vergessen worden, wurde jedoch in den 1950er-Jahren von Literaturkritikern wiederentdeckt. Howard Teichmann schrieb eine Bühnenfassung des Romans, die 1957 für kurze Zeit am Broadway lief und ebenfalls als Vorlage für Dore Sharys Film-Drehbuch im Vorspann genannt wird.
Hauptdarsteller Montgomery Clift war bei Entstehung des Films alkoholabhängig, von daher scheint die Anfangssequenz mit Ryan in der Kneipe bitter, wenn er sich eine Limonade bestellt und meint, er könne keinen Alkohol vertragen. Maureen Stapleton machte in der Rolle der Fay ihr Filmdebüt und erhielt prompt eine Oscar-Nominierung für ihre Leistung.

## Kritiken
Jonas Mekas war in einer zeitgenössischen Kritik in der Village Voice kritisch, besonders unter Bezug auf Nathanael Wests Romanvorlage. Dem Film fehle es an den Eigenschaften, die Wests Prosa schön und magisch gemacht hätten. Es sei kein Rhythmus erkennbar, stilisierte Einfachheit und Direktheit wie bei West würden fehlen. Es sei eine „kastrierte“ Verfilmung. Montgomery Clift sei zwar „perfekt besetzt“, könne den Film aber nicht mehr retten.
Bosley Crowther war in der New York Times vom 5. März 1959 hingegen eher positiv gestimmt. Die Filmemacher versuchten „auf nüchterne Weise (...), etwas Bewegendes und Tiefgründiges über die Gefahr vorschneller moralischer Urteile und die Tugend der Nächstenliebe zu sagen“. Weiteren Anlass für Anerkennung und Respekt würden die „durchweg guten Leistungen einer außergewöhnlich ausgewogenen Besetzung“ geben. Mitunter gerieten die Metaphern des Films in dem Kampf zwischen Zynismus und Idealismus jedoch „wirr und verworren“, insbesondere im Finale des Films.
In einer modernen Kritik schreibt Kathy Fennessy 2023 im Videolibrarian, John Altons Kameraarbeit erinnere an Film noirs, doch der Film sei eigentlich eher eine „Charakterstudie“. Trotz eines hoffnungsvollen Endes sei Melancholie die tonangebende Stimmung des Filmes. Montgomery Clift gebe eine „sympathische, zurückhaltende Darstellung“, wobei neben ihm vor allem die Schauspielleistungen von Robert Ryan und Maureen Stapleton herausragen würden. Fennessy vergibt drei von fünf Sternen.
Laut Time Out erweist sich der Film als „ideales Vehikel für eine klassische Clift-Darstellung von rauem, nervösem Feingefühl“. Vom Aussehen sei Clift jedoch etwas zu alt für die Rolle gewesen. Das Herzstück des Filmes seien die „Konfrontationen zwischen dem mitfühlenden Clift und dem verbitterten Ryan“. Das Leben ist Lüge sei „fesselnd, wenn auch ein wenig repetitiv“, wobei man der Inszenierung von Regisseur Donehue ansehen könne, dass er hauptsächlich Fernsehproduktionen gedreht hätte.

## Auszeichnungen
Maureen Stapleton wurde für ihre Rolle bei den Golden Globe Awards 1959 als Beste Nebendarstellerin und bei der Oscarverleihung 1959 ebenfalls als Beste Nebendarstellerin nominiert.